# Hietajärvi (sjö i Tammela, Egentliga Tavastland)
Hietajärvi är en sjö i kommunen Tammela i landskapet Egentliga Tavastland i Finland. Arean är 33 hektar och strandlinjen är 3,02 kilometer lång. Sjön  ingår i Kumo älvs huvudavrinningsområde.   Den ligger omkring 29 km väster om Tavastehus och omkring 100 km nordväst om Helsingfors. 